# 20th Century Boys
20th Century Boys (20世紀少年?, Nijū seiki shōnen, lett. "I ragazzi del XX secolo") è un manga di Naoki Urasawa pubblicato in Giappone sulla rivista Big Comic Spirits della casa editrice Shogakukan a partire dal 1999 e conclusa nel 2006 con 249 capitoli raccolti in 22 tankōbon. Si tratta di un manga di ampio respiro con un'atmosfera cupa, che mescola elementi di teoria della cospirazione alla fantascienza; numerosi sono i riferimenti alla cultura popolare giapponese e internazionale, in particolare al mondo dei fumetti e della musica rock. La trama include altresì richiami al problema delle sette che affligge la società giapponese e al terrorismo internazionale.
La narrazione è non-sequenziale e contiene parecchi flashback, coprendo eventi che vanno dal 1969, quando i protagonisti erano dei ragazzini che sognavano di "salvare il mondo", al 1997, quando parte la narrazione "lineare" della storia, al 2001, quando l'Assemblea generale delle Nazioni Unite celebra una serie di personaggi che hanno "salvato il mondo", per poi passare al 2014, quando la pace mondiale sembra nuovamente in pericolo e ancora oltre, all'"Era dell'Amico", dal 2016 in poi.
La serie ha goduto di una trasposizione in una trilogia di film live-action, diretti da Yukihiko Tsutsumi, prodotti da Dentsu e proiettati nelle sale giapponesi tra il 2008 ed il 2009. Da gennaio a luglio 2007 è stata pubblicata su Big Comic Spirits una serie sequel intitolata 21st Century Boys (21世紀少年?, Nijūichi seiki shōnen); composto da 16 capitoli, il manga è stato poi raccolto in due volumi.
Il fumetto ha ricevuto un'ottima accoglienza da parte della critica e ha vinto importanti riconoscimenti come il Premio Kodansha per i manga nel 2001, il Premio Shogakukan per i manga nel 2003 ed il Premio Seiun nel 2008 e la sua traduzione in inglese ha ottenuto un Eisner Award come miglior fumetto asiatico pubblicato negli Stati Uniti nel 2011 e nel 2013. Durante l'assegnazione del Grand Prize del 37º Japan Cartoonist Award, nel 2008, è stato definito un «capolavoro che è riuscito a stabilire un nuovo livello di qualità per i manga successivi alla seconda guerra mondiale».

## Trama

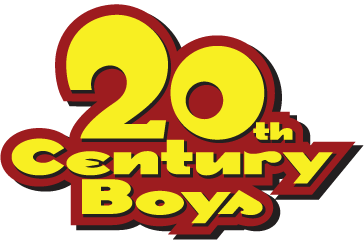
Logo di 20th Century Boys

Nel 1969 un gruppo di bambini composto da Kenji, Occho, Yoshitsune, Maruo, Yukiji e Donkey costruiscono un nascondiglio in un campo da utilizzare come base segreta e dove nascondersi per scambiarsi manga e ascoltare la radio. Per celebrare l'evento Occho disegna un simbolo che rappresenti la loro amicizia, composto da un occhio ed una mano che punta verso l'alto. Iniziano anche a fantasticare su uno scenario apocalittico, in cui dei cattivi tentano di distruggere il mondo mentre loro tentano di fermarli, trascrivendolo in un libro che chiamano Libro delle profezie.
Trent'anni dopo, negli anni novanta, Kenji gestisce un minimarket insieme alla madre e prendendosi cura della figlia della sorella scomparsa. Dopo aver ricevuto la notizia che Donkey si è suicidato, Kenji viene a conoscenza di una setta comandata da una persona mascherata che si fa chiamare "L'Amico", che utilizza lo stesso simbolo che i bambini crearono trent'anni prima e compiendo eventi simili a quelli descritti nel Libro delle profezie. Kenji radunerà così i vecchi compagni per capire chi si nasconda dietro la maschera dell'Amico e fermarlo prima che distrugga il genere umano.

## Personaggi
- Kenji Endo (遠藤 ケンジ?, Endō Kenji): è uno dei ragazzi che componevano il gruppo che scrisse il Libro delle Profezie, è un tipo tranquillo ed amante del rock and roll. Una volta cresciuto lavora nel negozio di famiglia insieme alla madre anziana e crescendo la nipote Kanna, lasciatagli dalla sorella. Una volta scoperta la morte di Donkey e che l'Amico sta cercando di far realizzare ciò che c'è scritto nel Libro delle Profezie, riunisce il vecchio gruppo per scoprire chi sia l'Amico e fermarlo.
- Kanna Endo (遠藤カンナ?, Endō Kanna): nipotina di Kenji, viene affidata a lui dopo la fuga della madre. Sin da piccola sembra possedere poteri soprannaturali, telepatia e telecinesi; il padre, inizialmente sconosciuto, è in realtà Fukubei. Dopo la scomparsa dello zio durante il Capodanno di sangue torna in patria come studentessa liceale. Si muoverà attivamente, insieme ai rimanenti del vecchio gruppo, per sventare i piani dell'Amico e scoprire chi si celi dietro la sua maschera. Viene soprannominata la regina di ghiaccio (氷の女王?, Kōri no joō). Nella versione italiana del manga il suo nome è modificato in Kana.
- L'Amico (ともだち?, Tomodachi): è un leader enigmatico di una setta che nel 1997 inizia ad utilizzare il simbolo creato da Kenji e gli amici 30 anni prima. Il suo volto rimane costantemente nascosto con una maschera che raffigura il simbolo, cambiandola di tanto in tanto con altre maschere. Uno dei suoi obiettivi è quello di conquistare il mondo compiendo gli scenari descritti nel Libro delle profezie.
- Choshi Ochiai (落合 長治?, Ochiai Chōshi) soprannominato Occio (オッチョ?, Occho): amico d'infanzia di Kenji e membro del vecchio gruppo di amici che scrisse il Libro delle Profezie ed è inoltre il creatore del simbolo. Nel 1988, dopo la tragica morte del figlio, venne inviato in Thailandia dalla società commerciale per cui lavorava, ma scomparve per una settimana, rifugiandosi in un monastero allo scopo di diventare un monaco buddhista; al suo ritorno divorziò, abbandonò il lavoro e si diresse in India. A causa della sua forza e della sua autorità è stato soprannominato Shogun.
- Minamoto (皆本?, Minamoto) soprannominato Yoshitsune (ヨシツネ?, Yoshitsune): amico d'infanzia di Kenji, membro del vecchio gruppo, ed uno dei pochi a rispondere alla sua chiamata per combattere assieme contro l'Amico; mentre nel 2014 egli diviene uno dei leader delle organizzazioni clandestine intenzionate a distruggerne il potere.
- Maruo (マルオ?, Maruo): corpulento amico d'infanzia di Kenji. In seguito diventa manager del cantante pop Haru Namio, uno degli artisti preferiti dell'Amico. Anche proprietario di una piccola cartoleria.
- Masaaki Shimon (子門真明?, Shimon Masaaki), soprannominato Mon-chan (モンちゃん?, Mon-chan): amico d'infanzia di Kenji, colui che al posto di Donkey avrebbe potuto assistere alla "nascita" dell'Amico. Da adulto lavorerà per una ditta tedesca; si rincontrerà con i vecchi amici durante il matrimonio di Croakki. Non indugerà a lasciare il lavoro e unirsi alla lotta, nonostante abbia poco da vivere a causa di una grave malattia. Dopo il Capodanno di sangue sarà assistito da Yukiji.
- Saburo Kido (木戸三郎?, Kido Saburō) soprannominato Donkey (ドンキー?, Donkī): amico d'infanzia di Kenji. Amante della scienza e acerrimo nemico di tutto ciò che è esoterico; da adulto verrà assassinato su ordine dell'Amico.
- Croakki (ケロヨン?, Keroyon): amico d'infanzia di Kenji, non si unisce alla lotta contro l'Amico nel 2000. Il suo nome originale è dovuto al suono giapponese del gracidare delle rane.
- Yukiji Setoguchi (瀬戸口 ユキジ?, Setoguchi Yukiji): cara amica d'infanzia ed ex-compagna di classe di Kenji, si unisce al suo gruppo quando sono ancora bambini. Durante gli anni di scuola era un maschiaccio capace di mettere KO i due gemelli bulli, Marbo e Yanbo. Kenji e Yukiji hanno avuto una cotta reciproca da ragazzi, ma nessuno dei due ha mai avuto il coraggio di confessarlo apertamente. Verso la fine degli anni novanta è una donna in carriera nubile che lavora come funzionario doganale ma venendo spesso comicamente scambiata dagli amici di Kenji e dai paesani locali come un agente della squadra narcotici. Dopo la scomparsa di Kenji diventa la tutrice di Kanna.
- Yuichi Konno (今野裕一?, Konno Yūichi), detto Konchi (コンチ?, Konchi): da bambino faceva parte del gruppo di Kenji ed Occio. Non si hanno notizie di lui per moltissimi anni, finché lo ritroviamo infine in un Hokkaidō (dove si era trasferito dopo le elementari) reso semi-deserto dal virus dell'Amico nel 2018, che trasmette, in versione completa, la canzone di Kenji, Bob Lennon. Farà là conoscenza del N. 13.
- Shohei Chono (蝶野将平?, Chōno Shōhei): giovane detective di Tokyo, nipote del leggendario ispettore Cho. Vive nel mito del nonno, ma non sembra avere lo stesso carisma e successo, ed è per questo scherzosamente soprannominato Cho Cho (che suona da presa in giro). Stringe un rapporto di amore-odio con Kanna. Viene a conoscenza dell'intenzione di attentare alla vita del Papa, e capisce che c'è del marcio all'interno della polizia, che non può fidarsi di nessuno. Durante l'attentato ritarderà lo sparo nei confronti del N. 13, facendo così in modo che rischi la vita anche l'Amico. Sarà allora spedito al posto di frontiera Nord, dove si imbatterà in Joe Yabuki, che riconoscerà quasi subito essere Kenji.
- Kyutaro Kaminaga (神永球太郎?, Kaminaga Kyūtaro) soprannominato Dio (神様?, Kamisama): vagabondo senza casa, ha il potere di vedere in anticipo cosa accadrà. In seguito diventa estremamente ricco utilizzando le proprie capacità per giocare in borsa; diventerà il primo civile giapponese a viaggiare nello spazio.
- Inshu Manjome (万丈目 胤舟?, Manjome Inshū): un uomo d'affari che si allea ad Amico. A partire dal 2000 fonda e diventa leader del partito democratico dell'amicizia.
- Sada Kiyoshi (佐田清志?, Kiyoshi Sada) soprannominato Sadakiyo (サダキヨ?, Sadakiyo): ex-compagno di classe di Kenji, che non faceva parte però della banda originale e che indossava spesso una maschera. Vittima di bullismo, poiché attendeva l'arrivo sulla terra degli extraterrestri.
- Masao Tamura (田村 マサオ?, Tamura Masao) soprannominato Numero 13 (13番?, 13-Ban): è inizialmente uno studente universitario con una spropositata passione per l'Amico e la sua setta, arrivando ad uccidere con le sue mani il capo di una setta concorrente. Partecipa all'assassinio di Donkey. Viene successivamente carcerato a Umihotaru e soprannominato Numero 13.
- Kyoko Koizumi (小泉響子?, Koizumi Kyōko): ragazza che frequenta la stessa scuola di Kanna, verrà coinvolta da Yoshitsune e Dio nello scontro con l'Amico.
- Kiriko Endo (遠藤 貴理子?, Endō Kiriko): sorella maggiore di Kenji e madre di Kanna.
- Yanbo e Marbo (ヤン坊・マー坊?, Yanbō ・ Mābō): due grassi gemelli, i peggiori bulli della scuola durante l'infanzia di Kenji. Diventano dirigenti proprietari di una grande azienda.
- Yamane (山根?, Yamane): un batteriologo che aveva lavorato con Kiriko. Responsabile delle ricerche sul virus mortale che entrerà in possesso dell'Amico.
- Mitsuyo Takasu (高須 光代?, Takasu Mitsuyo): appartenente all'organizzazione dell'Amico, originariamente amante di Manjome e poi, dopo averlo fatto assassinare, come segretaria generale della setta.
- Padre Nitani (仁谷?, Nitani): un sacerdote cattolico, convertitosi dopo essere stato nella sua giovinezza un gangster della yakuza.
- Padre Luciano (ルチアーノ?, Ruchiāno): al servizio del Vaticano, è dedito allo studio della Bibbia e delle antiche profezie contenute in essa. Prima di convertirsi era un falsario napoletano.
- Haru Namio (波夫春?, Namio Haru): famosissimo cantante nazional-popolare nel Giappone dell'Amico. Di facciata di propaganda per il regime, in realtà trama contro lo stesso partito e infarcisce le sue canzoni di messaggi subliminali. Da giovane faceva parte della stessa band di Kenji, ma la lasciò per tentare la carriera da solista. Ciò gli causerà un po' di rimorso e lo stimolerà ancor di più a far parte della resistenza. Durante il Capodanno di sangue salva Maruo, che diventa il suo manager.
- Setsuko Ichihara (市原節子?, Ichihara Setsuko): avvocatessa a Tokyo, amica di Yukiji, raccoglie nel 1997 le denunce di diversi genitori i cui figli hanno assunto strani comportamenti dopo essere entrati nella setta dell'Amico. Incontra Manjome, ma la setta è già molto potente e il procedimento giudiziario non va avanti. Si unisce alla resistenza e il suo compito è quello di raccoglitrice d'informazioni..
- Kakuta (角田?, Kakuta): di professione mangaka. Abitava nella stessa pensione di Kanna, insieme a due amici, più grandi, loro stessi mangaka (aspetto che ricalca la Tokiwa-so). Viene rinchiuso nel carcere di Umihotaru col n. 1498 per aver osato disegnare storie poco gradite al regime. Qui conosce Occio, e lo aiuta coraggiosamente ad evadere. Venuto a conoscenza della verità storica, si ripromette di descriverla in un suo futuro manga insieme ai due amici.

## Media

### Manga

Copertina del primo volume dell'edizione italiana di 21st Century Boys

Il manga è stato originariamente pubblicato sulla rivista Big Comic Spirits di Shogakukan dal 1999 al 2006 in 22 volumi, pubblicati dal 29 gennaio 2000 al 30 novembre 2006. Nell'aprile 2006 Urasawa ha pubblicato, a sorpresa, l'ultimo capitolo del manga (inserito poi nel volume 22, pubblicato il 30 novembre 2006 in Giappone). Nonostante questo ha dato appuntamento alla primavera 2007, e già dal Natale 2006 è iniziata la pubblicazione su rivista della seconda serie (sempre su Big Comic Spirits) col nuovo titolo 21st Century Boys (21世紀少年?, Nijūichi seiki shōnen); la serie si è conclusa nel luglio successivo, ed è stata raccolta in due volumi, l'ultimo dei quali edito in patria il 30 settembre 2007. Uno spin-off intitolato Aozora Chu-Ihō è stato pubblicato su Big Comic Spirits nel febbraio 2009 dove l'autore accreditato è Ujiko-Ujio, il duo di mangaka fittizio presente in 20th Century Boys.
In America il manga è licenziato da Viz Media e pubblicato tra il 17 febbraio 2009 ed il 18 settembre 2012. In Spagna il manga è edito da Planeta DeAgostini, in Francia, Portogallo e Brasile da Panini Comics.
L'edizione italiana è curata da Planet Manga che l'ha pubblicato tra il 2002 ed il 2007, mentre i due volumi di 21st Century Boys sono stati pubblicati rispettivamente il 19 giugno 2008 ed il 9 ottobre 2008. A partire dal dicembre 2021 è stata pubblicata, sempre da Planet Manga, la ristampa Ultimate Deluxe Edition, che consta di 11 volumi.

### Trilogia live-action
La regia del film è affidata a Yukihiko Tsutsumi, la colonna sonora è stata scritta dal gruppo T. Rex, autore anche della canzone 20th Century Boy che Kenji canta nel manga ed il film è prodotto dalla compagnia Dentsu Inc.. Kenji è interpretato da Toshiaki Karasawa, Occio da Etsushi Toyokawa e Yukiji da Takako Tokiwa. Urasawa, durante la scrittura del film, ha controllato i copioni ma senza poter apportare modifiche a causa dei diritti di proprietà del regista.
La trasposizione cinematografica ha avuto un budget totale di 60 miliardi di yen (circa 60 milioni di dollari) ed è stato girato in 7 diversi paesi.
La première mondiale del primo film della trilogia è stata tenuta a Parigi, mentre il 30 agosto 2008 viene mandato nelle sale giapponesi intitolato 20 seiki shônen: Honkaku kagaku bôken eiga. Il secondo ed il terzo film, intitolati rispettivamente 20-seiki shonen: Dai 2 shô - Saigo no kibô e 20-seiki shonen: Saishu-sho - Bokura no hata, sono entrambi usciti nel 2009: il secondo il 31 gennaio mentre il terzo il 29 agosto.
In America i primi due film sono stati proiettati a Philadelphia durante il Cinefest 2009 ed il terzo il 27 settembre 2009 al New York Anime Fest, mentre i diritti per i DVD sono stati acquistati da Viz Media. Il primo film della trilogia è stato proiettato in Italia durante il Future Film Festival 2009 tra il 29 gennaio ed il 1º febbraio mentre il secondo ed il terzo film sono stati proiettati durante lo stesso evento il 29 gennaio 2010. Inoltre la trilogia è stata portata anche in altri paesi come Francia, Cina, Taiwan, Thailandia, Singapore, Malaysia, Brunei ed Indonesia.

## Accoglienza
Il manga ha vinto il premio Kodansha per i manga nel 2001 nella categoria generale, lo Shogakukan Manga Award nel 2003, ed il premio al miglior fumetto al Festival international de la bande dessinée d'Angoulême nel 2004 ed il Grand Prize del 37º Japan Cartoonist Award del 2008, nello stesso anno ha vinto anche il premio al miglior manga durante la 46ª "Convention Giapponese della Fantascienza". Il film è al 18º posto tra i live-action più amati dai giapponesi. Il primo film ha raggiunto 2 miliardi di yen di incassi nelle prime tre settimane e raggiungendo i 3,9 miliardi di yen entro fine anno, mentre il DVD ha venduto 88.018 copie e 15 915 copie rispettivamente per l'edizione normale e per l'edizione deluxe. Il secondo film ha raggiunto, dopo 6 settimane, l'equivalente di 28 milioni di dollari e 47 750 copie per l'edizione DVD, il terzo film ha raggiunto 4,34 miliardi di yen di incassi risultando il 7º che ha guadagnato di più in Giappone nel 2009 e l'edizione DVD 57 848 copie vendute nel primo semestre 2010.
All'estero, il manga è stato premiato nel 2011 al Comic-con di San Diego con l'Eisner Award per il miglior edizione americana di un fumetto asiatico. Il manga è stato premiato nel 2012 con l'Eagle Award come miglior manga. Nello stesso anno ottiene una nomination per l'Eisner Award nella categoria per la miglior serie in corso mentre l'anno successivo vincerà lo stesso premio nella categoria miglior fumetto asiatico, replicando il successo ottenuto nel 2011, ed ottenendo una nomination all'Harvey Awards nel 2010 e nel 2013.
Anche in Italia il manga ha avuto notevole successo, risultando all'8º posto tra i migliori seinen degli anni novanta sul sito AnimeClick.it ed al terzo posto come manga da leggere più consigliato dagli utenti, mentre il primo film è stato candidato al "Lancia Platinum Grand Prize" durante il Future Film Festival 2009 di Bologna.